# Lina Sastri

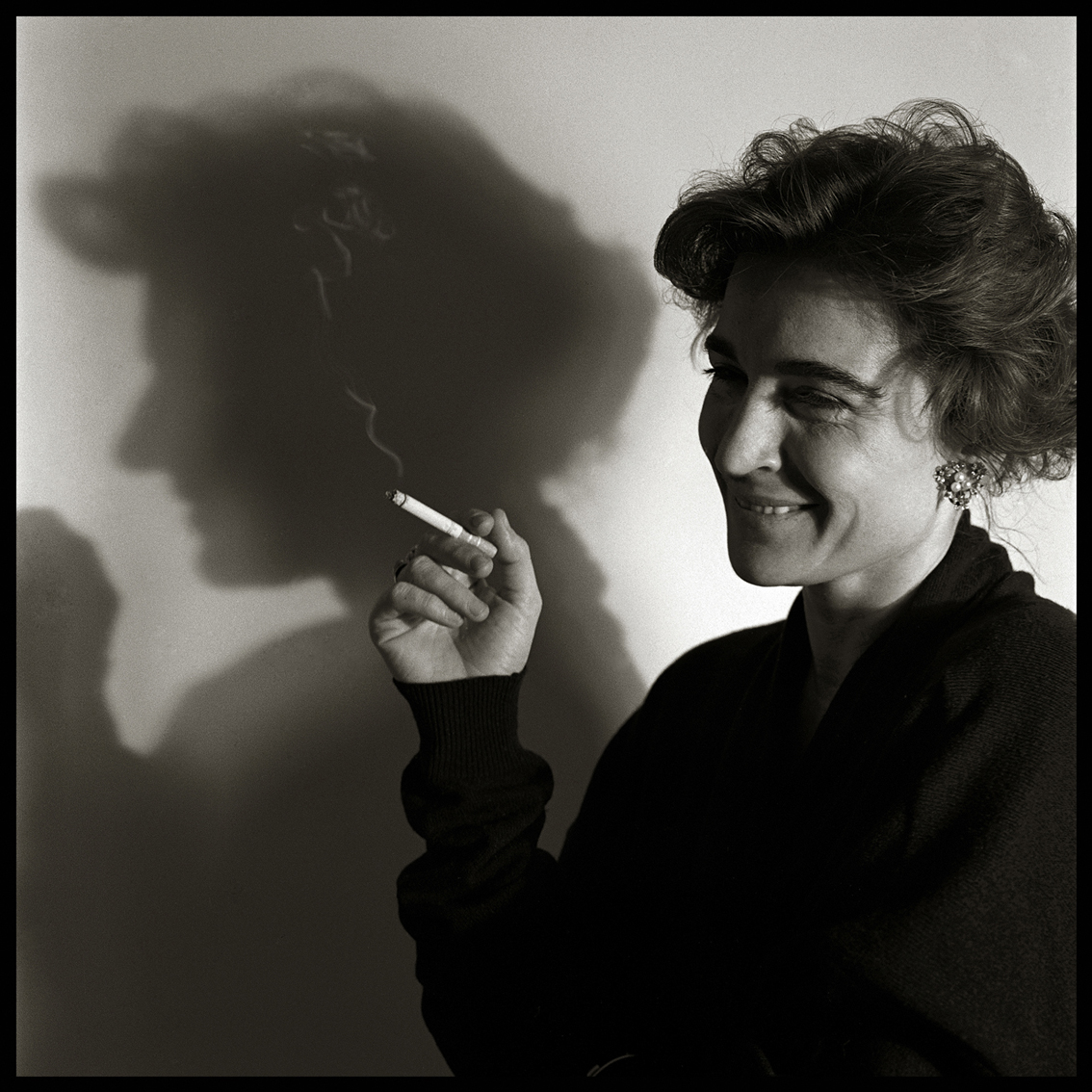
Lina Sastri (1987)

Lina Sastri (* 17. November 1950 in Neapel als Pasqualina Sastri) ist eine italienische Schauspielerin und Sängerin.

## Leben
Sastri wurde in Neapel als Pasqualina Sastri geboren und begann bereits in jungen Jahren gegen den Willen ihrer Eltern Rollen in der Amateurdramatik zu spielen. Ihr professionelles Debüt gab sie in der Theatergruppe Teatro Libero. 1974 feierte sie ihren Durchbruch mit dem Musical Masaniello. Auf der Bühne arbeitete sie intensiv mit Giuseppe Patroni Griffi zusammen. Zu ihren Kollegen zählten auch Eduardo De Filippo, Fabio Carpi und Memè Perlini.
1977 gab Sastri ihr Filmdebüt in Il prefetto di ferro. 1984 gewann sie für ihre Leistung in Mi manda Picone ein Silbernes Band für die beste Hauptdarstellerin sowie einen David di Donatello in derselben Kategorie. Ein Jahr später gewann sie die zwei selben Auszeichnungen für ihre Rolle in Segreti segreti. 1987 wurde sie abermals mit einem David di Donatello als beste Nebendarstellerin für Damiano Damiani L'inchiesta ausgezeichnet.
Als Sängerin veröffentlichte sie zahlreiche Alben, die hauptsächlich im neapolitanischen Dialekt gesungen wurden. 1992 nahm sie am Sanremo-Festival mit dem Lied Femmene 'e mare teil.
Am 15. März 2011 wurde Sastri auf Initiative des Präsidenten der Italienischen Republik, Giorgio Napolitano, mit dem Komturkreuz des Verdienstordens der italienischen Republik ausgezeichnet.
Zu Ostern 2013 umrahmte Sastri mit ihrem Gesang den Papst-Kreuzweg am Kolosseum, der von Papst Franziskus gebetet wurde.

## Filmografie (Auswahl)
- 1977: Der eiserne Präfekt (Il prefetto di ferro)
- 1978: Ecce bombo
- 1980: Café Express
- 1987: Die Untersuchung (L’inchiesta)
- 1991: Gefährliche Begegnung (Donne Armate)
- 1995–1999: Schwarz greift ein (Fernsehserie, 13 Folgen)
- 1997: Die Bibel – David (David)
- 1999: Katja und der Falke (Falkehjerte)
- 1999: Falcone – Im Fadenkreuz der Mafia (Excellent Cadavers)
- 2009: Baarìa
- 2012: To Rome with Love
- 2016: Prigioniero della mia libertà
- 2018: Das Geheimnis von Neapel (Napoli velata)